# Гаврилов, Игорь Викторович
Игорь Викторович Гаврилов (род. 5 июня 1952 года, Москва) — советский и российский фотожурналист. Обладатель премии «World Press Photo» (1989).

## Биография
Родился 5 июня 1952 года в Москве. Увлёкся фотографией во время учёбы в школе. С 14 лет его фотографии начали печатать в «Пионерской правде» и других изданиях.
В 1970 году стал победителем Всесоюзного конкурса среди выпускников школ «Проходной балл», что дало ему право внеконкурсного поступления на факультет журналистики Московского государственного университета.
В 1975 году стал фотокорреспондентом журнала «Огонёк», в котором работал до 1988 года. В 1986 году Игорь Гаврилов стал одним из немногих фотожурналистов СССР, которые широко освещали аварию на Чернобыльской АЭС. В 1987 году принимал участие в знаменитом проекте «Один день из жизни СССР».
В 1988 году был приглашён издательством «National Geographic» для съёмок книги «The Soviet Union Today».
В 1988 году стал московским корреспондентом от журнала «Time». В дальнейшем его снимки публиковались во многих престижных мировых изданиях: Paris Match, Le photo, Stern, Der Spiegel, The Independent, Elle и многих других.
В 1988 году его репортаж о землетрясении в Армении был напечатан в британской газете «The Independent».
В 1989 году после персональной выставки Гаврилова на первом фестивале «Visa pour l’Image» в Перпиньяне, французская пресса назвала его «le reporter de shock».
В 1990 году стал участником ежегодной встречи и слайд-шоу лучших фотографов Америки в Сан-Диего, Калифорния.
С конца 1990-х Гаврилов работал фотокорреспондентом немецкого журнала «Focus» по России и СНГ.
С 2009 по 2014 год являлся руководителем российского направления в европейском фотоагентстве «East News».
Много лет преподаёт фотографию в России и за рубежом. По приглашению университета Брукса (Калифорния, Санта-Барбара) читал мастер-классы по фотожурналистике для студентов.
Участник большого количества коллективных и персональных выставок в России и за рубежом.
Работы Гаврилова хранятся в музеях и частных коллекциях по всему миру, в том числе Музее Москвы, Галерее имени братьев Люмьер и других.
Обладатель множества отечественных и международных призов, премий и званий в области фотографии и фотожурналистики.
Лауреат многих российских и международных конкурсов, в том числе обладатель самого престижного приза среди профессиональных фотожурналистов «Золотой глаз» международного конкурса «World Press Photo».

## Награды
- 1976, 1985 — лауреат премии журнала «Огонёк».
- 1983 — золотая медаль биеннале фотографии «Europa 83»
- 1988 — лауреат премии московской организации Союза журналистов СССР.
- 1988 — номинация журнала «Time» — «Лучший фотограф года».
- 1988 — диплом Всемирной организации здравоохранения.
- 1989 — диплом и специальный приз фирмы «Ilford Photo» «За большой вклад в развитие фотографии».
- 1989 — диплом и медаль Союза журналистов СССР, Министерства культуры СССР, Государственного комитета СССР по печати «За выдающийся вклад в развитие фотографии, в науке, искусстве и журналистике».
- 1989 — премия «Золотой глаз» международного конкурса «World Press Photo»[15]
- 1989 — международный конкурс фотографии, посвященный 150-летию изобретения фотографии (Венгрия) — лучшая фотография выставки, специальный приз большая золотая медаль фирмы «Kodak», специальный приз большая золотая медаль фирмы «Forte».
- 1989 — международная фотоконкурс «InterPressPhoto» (Корея) — золотая и серебряная медали.
- 1993 — лауреат конкурса «Nikon photo contest international».
- 2016 — премия «Золотой глаз России». Диплом Союза журналистов России и Международной гильдии профессиональных фотографов средств массовой информации. Звание академика «За выдающиеся достижения в области профессиональной фотографии».

## Персональные фотовыставки
- 1989 — Перпиньян (Франция), фестиваль «Visa pour l’Image».
- 2009 — Москва, Фотосалон «Звёзды мировой фотографии». Выставка «Собственный взгляд Игоря Гаврилова»[16].
- 2010 — Нюренберг, Германия. «Моя Германия».
- 2011 — Москва, Санкт-Петербург, Екатеринбург — «Необыкновенная Италия».
- 2012 — Углич, фестиваль «Фотопарад».
- 2012 — Москва, Музей и общественный центр им. А. Сахарова, Центр Документальной фотографии «FOTODOC».
- 2016 — Санкт-Петербург. Росфото. «Игорь Гаврилов. Собственный взгляд».
- 2017 — Витебск — персональная выставка в рамках международного фото фестиваля «Фотокрок».
- 2017 — Новосибирск. «Пары».
- 2017 — Новороссийск. «Я видел это». Ретроспектива — 120 работ.[17]
- 2018 — Москва. Музей Москвы «Униформы Москвы».
- 2018 — Углич, фестиваль «Фотопарад». «Я видел это». Ретроспектива.
- 2018 — Пловдив (Болгария). Фотовыставка «Я видел это».

## Книги и фотоальбомы
- A Day In The Life Of The Soviet Union. Photographed by 100 at the worlds leading photojournalist on One day May 15, 1987. Collins Pablishers. Inc. New York, 1987.
- Changing Reality Recent Soviet Photography — Starwood Publishing, INC, 1987.
- Чернобыльский дневник. Планета, 1987.
- Альманах. Фото — 89. Планета, 1989.
- The Soviet Union Today. National Geographic Sosiety, Washington D.c., 1990.
- RussianCentury. (Русский век. Сто лет истории России в фотографиях). Random House, N.Y., 1994.
- Chernobyl. Leader-Invest Inc. London Editions, 1996.
- Russia. London & Flint River Editions Great Britain, 1998.
- СССР 1917—1991. История в фотографиях. Музей Московский Дом фотографии, 1987.
- 100 лет с Россией. Вожди и люди. «Огонёк», 1999.
- ФОТО 60-70. Антология русской фотографии XX века. «Русский проект», 2007.
- Иконы. 1960—1980. «Русский проект», 2010.
- Намедни. Все тома. Издательская группа « Азбука — Аттикус».